# (29738) Ivobudil
(29738) Ivobudil est un astéroïde de la ceinture principale.

## Description
(29738) Ivobudil est un astéroïde de la ceinture principale. Il fut découvert le 23 janvier 1999 à l'Observatoire Kleť par Jana Tichá et Miloš Tichý. Il présente une orbite caractérisée par un demi-grand axe de 2,32 UA, une excentricité de 0,09 et une inclinaison de 3,0° par rapport à l'écliptique.

## Compléments